# エタ (グリーンランド)
エタとは、グリーンランド北部の自治体であるカースートスップにある廃村。北極点を発見する遠征の出発点であり、極北カナダ出身のイヌイットにとって最後の上陸適地であった。

## 地理
エタはフォールク・フィヨルドの海岸線に位置していた。フィヨルドは幅が1.5マイル (2.4 km)、長さが数マイルで、2,000 ft (610 m)の崖が両端にあった。ブラザー・ジョンの氷河がフィヨルドの東の外れにあり、氷河の裾にはアリダ湖があり、凍った新鮮な水がある。この廃村の西にあるバフィン湾の北の外れのエルズミーア島とグリーンランドとの間にあるネアズ海峡は通常、10月から翌年の7月まで凍結している。

## 歴史

### 最後のグリーンランドへの移住
エタは極北カナダの古代の移住経路上にあり、移住には数回の波があった。4,400年から2,700年前には北回りの独立第一文明と独立第二文明が、遅くとも1,000年前には南回りのツーレ文化がもたらされた。
ここはバフィン島出身のイヌイットが最後の移住をした場所で、彼らはグリーンランドの海岸に1865年に到着した。イヌイットのシャマン（グリーンランド語: angakok）のキドラックが7年間にわたりエルズミーア島の海岸に並んでバフィン島からの移住地として、エタにつながる海峡で移住者を導いた。グループはそこで分裂し、一部はカナダのポンド・イヌレットに帰っていった。ピツフィックの住民は、その後カーナークに移住し、一部は最後のグループからグリーンランドの遠征に出発した。

### 20世紀
エタはクヌート・ラスムッセンのグリーンランド北岸への探検や、ロバート・ピアリーの失敗した北極点到達の試み、不運なクロッカー島の探検（1913年）、ハンフリーの北極探検（1935年）、マクレガーの北極探検（1937-1938年）、デイビット・ハイ・トーマスの探検（1938年）のように、従来からいくつかの北極探検のベースキャンプとして使われてきた。ロバート・ピアリーの子孫や地元のイヌイットは、カーナークに住み続けていた。 
エタは一時期、世界最北の定住地であった。アンノアトックは、エタの約24 km (15 mi)北にあったが、季節使用の狩猟キャンプにすぎなかった。エタはその厳しい気候のため放棄され、イヌイットはその南にあるピツフィックに引っ越した。1984年、グリーンランド人のグループがエタに再び人を定住させるために、カーナークからエタに引っ越そうと試みたが失敗した。ハンターは自分自身を元気づけられず、彼らの家族は動物を隠して収入を得たのである。カーナークの快適な環境や安定した生活を立てなかったのもある。
エタにある小屋は未だに残っている。今日、エタには夏になると時折、豊富に生息するセイウチやホッキョクグマを捕るためにハンターが訪れる。